# Najem lokalu w Polsce
Najem lokalu – umowa, w której wynajmujący zobowiązuje się oddać lokal do używania najemcy, na czas oznaczony lub nieoznaczony, w zamian za wynagrodzenie w postaci czynszu płaconego przez najemcę. Wynajmujący ma obowiązek wydania najemcy lokalu w stanie przydatnym do umówionego użytku i utrzymywanie go w odpowiednim stanie przez cały czas trwania umowy na swój koszt. Najemca ma obowiązek płacenia czynszu, który może być ustalony w pieniądzach lub innych świadczeniach, a także używania rzeczy w sposób przewidziany w umowie i sprawowania nad nią pieczy. Stosunek najmu wygasa automatycznie z upływem okresu, na jaki umowa została zawarta. Jeśli czas nie został oznaczony, umowa wygasa na skutek wypowiedzenia jednej ze stron. Wynajmujący lokal nie musi być jego właścicielem. Wynajmującemu nie musi także przysługiwać ograniczone prawo rzeczowe do wynajmowanego lokalu.

## Wynajęcie i podnajęcie
Właściciele lub najemcy lokalu, chcąc wynająć czy podnająć cały lokal lub jego część, powinni sprawdzić, czy mają do tego prawo (tylko właściciel może swobodnie dysponować lokalem). Najemca, podnajmując lokal bez zgody właściciela, ryzykuje wypowiedzenie umowy najmu ze strony wynajmującego.

## Ochrona praw lokatorów
Obowiązująca od dnia 10 lipca 2001 r. ustawa z dnia 21 czerwca 2001 r. o ochronie praw lokatorów, mieszkaniowym zasobie gminy i o zmianie Kodeksu cywilnego (Dz.U. z 2023 r. poz. 725) wprowadza daleko idącą ochronę praw lokatorów. Umowa najmu (z wyjątkiem umowy dotyczącej lokalu socjalnego) może zostać zawarta na czas nieoznaczony lub na czas oznaczony. Umowa dot. lokalu wchodzącego w skład zasobu gminy musi być zawarta wyłącznie na czas nieoznaczony. Oprócz wspomnianej ustawy wzajemne prawa i obowiązki wynajmujących i najemców reguluje Kodeks cywilny, np.:

Art. 684. Najemca może założyć w najętym lokalu oświetlenie elektryczne, gaz, telefon, radio i inne podobne urządzenia, chyba że sposób ich założenia sprzeciwia się obowiązującym przepisom albo zagraża bezpieczeństwu nieruchomości. Jeżeli do założenia urządzeń potrzebne jest współdziałanie wynajmującego, najemca może domagać się tego współdziałania za zwrotem wynikłych stąd kosztów.

Art. 681. Do drobnych nakładów, które obciążają najemcę lokalu, należą w szczególności: drobne naprawy podłóg, drzwi i okien, malowanie ścian, podłóg oraz wewnętrznej strony drzwi wejściowych, jak również drobne naprawy instalacji i urządzeń technicznych, zapewniających korzystanie ze światła, ogrzewania lokalu, dopływu i odpływu wody.

## Obowiązki wynajmującego
Wynajmujący jest obowiązany do zapewnienia sprawnego działania istniejących instalacji i urządzeń związanych z budynkiem umożliwiających najemcy korzystanie z wody, paliw gazowych i ciekłych, ciepła, energii elektrycznej, dźwigów osobowych oraz innych instalacji i urządzeń stanowiących wyposażenie lokalu i budynku określone odrębnymi przepisami.
W razie oddania w najem lokalu opróżnionego przez dotychczasowego najemcę, wynajmujący jest obowiązany wymienić zużyte elementy wyposażenia lokalu.
Do obowiązków wynajmującego należy w szczególności:
1. utrzymanie w należytym stanie, porządku i czystości pomieszczeń i urządzeń budynku, służących do wspólnego użytku mieszkańców, oraz jego otoczenia;
2. dokonywanie napraw budynku, jego pomieszczeń i urządzeń, o których mowa w pkt 1, oraz przywrócenie poprzedniego stanu budynku uszkodzonego, niezależnie od przyczyn, z tym że najemcę obciąża obowiązek pokrycia strat powstałych z jego winy;
3. dokonywanie napraw lokalu, napraw lub wymiany instalacji i elementów wyposażenia technicznego w zakresie nieobciążającym najemcy, a zwłaszcza:
  - napraw i wymiany wewnętrznych instalacji: wodociągowej, gazowej i ciepłej wody – bez armatury i wyposażenia, a także napraw i wymiany wewnętrznej instalacji kanalizacyjnej, centralnego ogrzewania wraz z grzejnikami, instalacji elektrycznej, anteny zbiorczej – z wyjątkiem osprzętu,
  - wymiany pieców grzewczych, stolarki okiennej i drzwiowej oraz podłóg, posadzek i wykładzin podłogowych, a także tynków.

## Obowiązki najemcy
Najemca jest obowiązany utrzymywać lokal oraz pomieszczenia, do używania których jest uprawniony, we właściwym stanie technicznym i higieniczno-sanitarnym określonym odrębnymi przepisami oraz przestrzegać porządku domowego. Najemca jest także obowiązany dbać i chronić przed uszkodzeniem lub dewastacją części budynku przeznaczone do wspólnego użytku, jak dźwigi osobowe, klatki schodowe, korytarze, pomieszczenia zsypów, inne pomieszczenia gospodarcze oraz otoczenie budynku.
Najemcę obciąża naprawa i konserwacja:
1. podłóg, posadzek, wykładzin podłogowych oraz ściennych okładzin ceramicznych, szklanych i innych;
2. okien i drzwi;
3. wbudowanych mebli, łącznie z ich wymianą;
4. trzonów kuchennych, kuchni i grzejników wody przepływowej (gazowych, elektrycznych i węglowych), podgrzewaczy wody, wanien, brodzików, mis klozetowych, zlewozmywaków i umywalek wraz z syfonami, baterii i zaworów czerpalnych oraz innych urządzeń sanitarnych, w które lokal jest wyposażony, łącznie z ich wymianą;
5. osprzętu i zabezpieczeń instalacji elektrycznej, z wyłączeniem wymiany przewodów oraz osprzętu anteny zbiorczej;
6. pieców węglowych i akumulacyjnych, łącznie z wymianą zużytych elementów;
7. etażowego centralnego ogrzewania, a w przypadku gdy nie zostało ono zainstalowane na koszt wynajmującego, także jego wymiana;
8. przewodów odpływowych urządzeń sanitarnych aż do pionów zbiorczych, w tym niezwłoczne usuwanie ich niedrożności;
9. innych elementów wyposażenia lokalu i pomieszczeń przynależnych przez:
  - malowanie lub tapetowanie oraz naprawę uszkodzeń tynków ścian i sufitów,
  - malowanie drzwi i okien, wbudowanych mebli, urządzeń kuchennych, sanitarnych i grzewczych.

## Okazjonalny najem lokalu
Ustawa z dnia 17 grudnia 2009 r. o zmianie ustawy o ochronie praw lokatorów wprowadza najem okazjonalny lokalu. Do 2013 roku był on zarezerwowany jedynie dla właścicieli mieszkań – osób fizycznych – które nie prowadzą działalności gospodarczej w zakresie wynajmu mieszkań. Jednak Ustawa z dnia 27 września 2013 r. o pomocy państwa w nabyciu pierwszego mieszkania przez młodych ludzi wprowadziła możliwość stosowanie najmu okazjonalnego także przez firmy. Do umowy najmu okazjonalnego lokalu załącza się w szczególności: oświadczenie najemcy w formie aktu notarialnego, w którym najemca poddał się egzekucji i zobowiązał się do opróżnienia i wydania lokalu w terminie po wygaśnięciu umowy. Przy podpisywaniu umowy najmu okazjonalnego, lokator jest zobowiązany do wskazania lokalu zastępczego na wypadek eksmisji. Dzięki temu najemca może o wiele szybciej odzyskać faktyczne prawo do swojego mieszkania. Oświadczenie w formie aktu notarialnego (art. 777 § 1 pkt 4 k.p.c.) powinien zdefiniować właściciela i najemcę, oświadczenie najemcy o poddaniu się egzekucji co do obowiązku opróżnienia lokalu, oraz wskazać na mieszkanie, w jakim zamieszka najemca po ustaniu umowy najmu.
Najem okazjonalny często budzi obawy lokatorów związane z natychmiastową eksmisją lub możliwością nagłego wypowiedzenia umowy najmu. Prawo natomiast chroni lokatorów w sposób podobny do najmu tradycyjnego. Jeżeli lokator w żaden sposób nie łamie ustalonych zasad umowy, nie może zostać wyeksmitowany w sposób natychmiastowy i bez podania przyczyny. Umowa najmu okazjonalnego obowiązuje zawsze na czas określony, maksymalnie 10 lat. Przedterminowe wypowiedzenie umowy najmu okazjonalnego może być spowodowane korzystaniem z lokalu w sposób niezgodny z umową, podnajmowaniem lokalu osobom trzecim, nieuiszczenie opłaty za wynajem przez trzy okresy płatności z rzędu lub utracenie przez wynajmującego wskazanego w umowie mieszkania zastępczego. Najemca ma 7 dni na zastosowanie się do wypowiedzenia.

## Wynagrodzenie za korzystanie z lokalu
Zawarcie umowy najmu może być uzależnione od wpłacenia przez najemcę kaucji zabezpieczającej pokrycie należności z tytułu najmu, nie wyższej niż w wysokości 12-krotności miesięcznego czynszu za dany lokal. Kaucja podlega zwrotowi w ciągu miesiąca od dnia opróżnienia lokalu w wysokości zwaloryzowanej (tj. ustalonej według stawki czynszu z dnia zwrotu kaucji).
Stawki czynszu w lokalach wchodzących w skład mieszkaniowego zasobu gminy lub innych jednostek samorządu terytorialnego oraz stanowiących własność Skarbu Państwa lub państwowych osób prawnych właściciel ustala stawki czynszu za 1 m² powierzchni użytkowej lokali z uwzględnieniem czynników podwyższających lub obniżających ich wartość użytkową, a w szczególności:
1. położenie budynku, np. centrum, peryferie, zabudowa zwarta lub wolno stojąca,
2. położenie lokalu w budynku, np. kondygnacja, stopień nasłonecznienia lokalu,
3. wyposażenie budynku i lokalu w urządzenia techniczne i instalacje oraz ich stan,
4. ogólny stan techniczny budynku.

## Podwyższenie czynszu lub innych opłat
Podwyższanie czynszu lub innych opłat za używanie lokalu, z wyjątkiem opłat niezależnych od właściciela, nie może być dokonywane częściej niż co 6 miesięcy. Jednocześnie najemca ma prawo nie zgodzić się na podwyższenie opłat i wypowiedzieć umowę najmu, niezależnie od jej formy i czasu trwania. Zazwyczaj w umowie między wynajmującym a najemcą określa się, kiedy i w jakim zakresie wynajmujący może podnieść czynsz.

## Obowiązek podatkowy VAT najmu
Obowiązek wystawienia faktury VAT za najem istnieje w przypadku czynnego podatnika VAT wynajmującego dany lokal firmie prowadzącej działalność gospodarczą, a sam najem opodatkowany jest podatkiem od towarów i usług. W przypadku umowy najmu z osobą prywatną, taki obowiązek nie istnieje, o ile najemca nie żąda jej wystawienia.
Transakcje najmu dokumentuje się fakturą VAT, na której wskazany jest okres, którego dotyczy dany rachunek. Okres może zostać zdefiniowany jako przedział czasowy z określonymi datami granicznymi lub jako konkretny czas (np. dany miesiąc). Obowiązek podatkowy w przypadku transakcji najmu powstaje wraz z wystawieniem faktury, o ile została ona wystawiona przed upływem terminu płatności za najem lokalu. W przypadku braku wystawienia faktury VAT przed upływem terminu płatności za najem lokalu obowiązek podatkowy związany z najmem lub dzierżawą nieruchomości powstaje wraz z upływem terminu opłacenia usługi. Jeżeli zapłata za najem ma miejsce przed wystawieniem faktury VAT oraz przed upływem terminu płatności za lokal, zobowiązanie podatkowe powstaje wraz z wystawieniem faktury VAT lub z momentem upływu terminu płatności najmu w zależności od tego, które z tych zdarzeń ma wcześniejszą datę.

## Rynek najmu w Polsce
Najem mieszkań jest w Polsce stosunkowo mało popularny, jednak odsetek Polaków decydujących się na wynajem z roku na rok systematycznie rośnie. Według danych Eurostatu w roku 2015 mieszkania wynajmowało 4,5% Polaków, około 2 razy więcej niż w roku 2009. Należy przy tym pamiętać, że dane te opisują tylko formalnie zawarte umowy, a realnie ich liczba jest znacznie wyższa.
W Unii Europejskiej z najmu na zasadach komercyjnych korzysta 19,7% osób, z czego najmniej w Rumunii, na Litwie i w Chorwacji (około 2%), a najwięcej w Niemczech (39,9%). Jeszcze bardziej popularny jest najem w Szwajcarii, gdzie korzysta z niego 49,2% osób.
W Polsce największą grupą wśród wynajmujących są studenci i młodzi ludzie zaraz po studiach. Młodzi cenią sobie niezależność (nie decydują się na mieszkanie z rodziną), ale posiadanie mieszkania na własność jest dla nich mniej istotne niż płynność finansowa.
Rynek najmu można podzielić na:
1. Wynajem subsydiowany, czyli z zasobów komunalnych i socjalnych, na podstawie lokatorskiego prawa spółdzielczego, w zasobach zakładowych, skarbu państwa i towarzystw budownictwa społecznego (link wewnętrzny do towarzystwo budownictwa społecznego).
2. Wynajem komercyjny. Ten rodzaj najmu dzieli się na dwie grupy w zależności od tego, kto jest właścicielem nieruchomości:
  - Wynajem prywatny – właściciel mieszkania to osoba fizyczna. Trudno jest dokładnie określić skalę wynajmu prywatnego, ponieważ duża część umów nie jest oficjalnie rejestrowana. Wiadomo na pewno, że jest to skupiony w dużych miastach i silnie rozdrobiony rynek, co wpływa na niską standaryzację zasad najmu i niskie poczucie bezpieczeństwa osób, które z niego korzystają. Nabywanie nieruchomości z myślą o ich przeznaczeniu na wynajem jest postrzegane jako bezpieczna forma inwestycji. Właściciele mieszkań uzyskują stały dochód z czynszu i jednocześnie liczą na to, że z czasem zyskają również na wzroście wartości nieruchomości. Eksperci oceniają tę formę inwestycji jako opłacalną. W ostatnich latach inwestorzy prywatni byli odpowiedzialni za 15–30% sprzedaży mieszkań na rynku pierwotnym w sześciu największych miastach w Polsce.
  - Wynajem instytucjonalny – właścicielem nieruchomości (zwykle całego budynku lub nawet kompleksu budynków) jest firma. Ten bardzo popularny w Europie Zachodniej rodzaj wynajmu jest w Polsce dopiero w fazie rozwoju.

## Podstawa prawna
- Ustawa z dnia 21 czerwca 2001 r. o ochronie praw lokatorów, mieszkaniowym zasobie gminy i o zmianie Kodeksu cywilnego (Dz.U. z 2023 r. poz. 725).
- KC: art. 684 oraz art. 681 i inne dotyczące najmu lokali.